# Тагайское сельское поселение
Тага́йское се́льское поселе́ние — муниципальное образование в составе Майнского района Ульяновской области. Административный центр — село Тагай.

## Население
| 2010  | 2012  | 2013  | 2014  | 2015  | 2016  | 2017  |
| ----- | ----- | ----- | ----- | ----- | ----- | ----- |
| 4883  | ↗4901 | ↗4947 | ↗5027 | ↘4958 | ↘4839 | ↘4745 |
| 2018  | 2019  | 2020  | 2021  |       |       |       |
| ↘4705 | ↘4629 | ↘4570 | ↘3571 |       |       |       |

## Состав сельского поселения

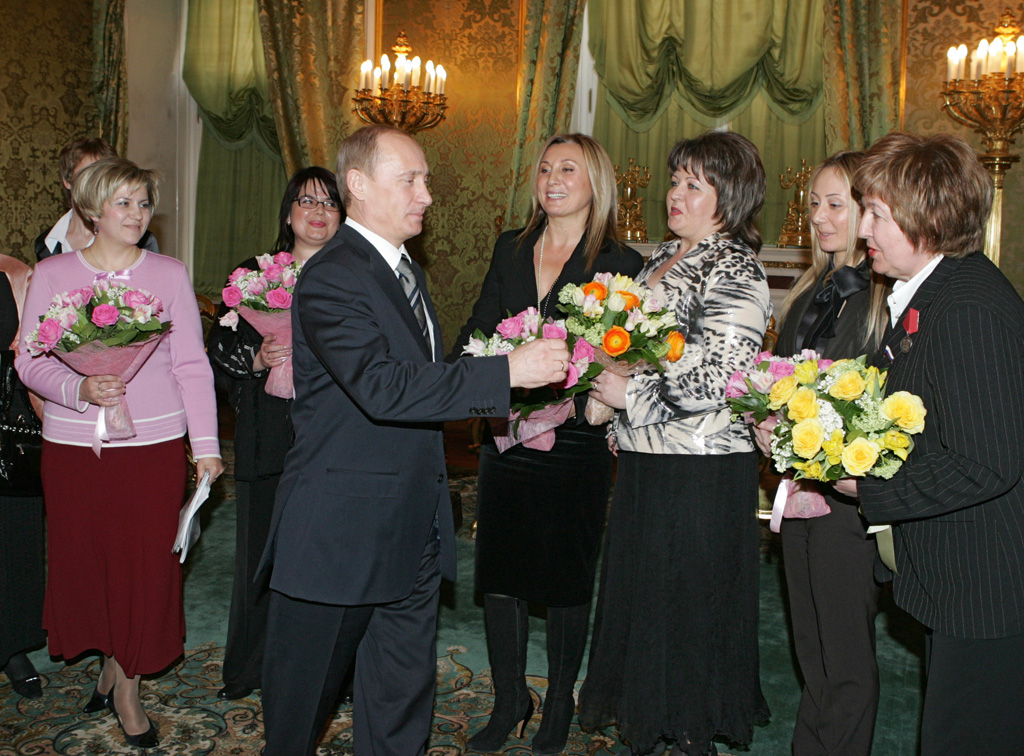
Президент России Владимир Путин, руководитель детского дошкольного учреждения Юлия Алексеева и глава муниципального образования Тагайское сельское поселение (Ульяновская область) Любовь МАЛЯЕВА (слева направо) во время встречи в Кремле (2007).

В состав поселения входят 7 населённых пунктов — сёл.
| № | Населённый пункт | Тип населённого пункта       | Население |
| - | ---------------- | ---------------------------- | --------- |
| 1 | Козловка         | село                         | 3         |
| 2 | Копышовка        | село                         | 534       |
| 3 | Подлесное        | село                         | 1219      |
| 4 | Сиуч             | село                         | 199       |
| 5 | Тагай            | село, административный центр | 2109      |
| 6 | Уржумское        | село                         | 720       |
| 7 | Юшанское         | село                         | 99        |